# Baszta Prochowa w Goleniowie
Baszta Prochowa w Goleniowie (zwana także Basztą Strażniczą) – cylindryczna baszta, wchodząca w skład murów obronnych w Goleniowie, położona nad rzeką Iną, na rogu murów, przy Gimnazjum nr 1 i niewielkim parku. Zwieńczona stożkowatym szczytem, zbudowana z czerwonej cegły. Dawniej pełniła funkcje penitencjarne (inna nazwa Baszta Więzienna), a także prochowni. Obecnie zamknięta i udostępniona do zwiedzania od zewnątrz.